# Исповедь (Августин)
«И́споведь» (лат. Confessiones) — общее название 13 автобиографических сочинений Августина Блаженного, написанных на латинском языке около 397—398 года н. э. и рассказывающих о его жизни и обращении в христианство.
«Исповедь», которая считается первой развернутой автобиографией в европейской литературе, в течение тысячелетия служила литературным образцом для христианских писателей. Она охватывает только часть жизненного пути Августина (33 года из около сорока прожитых им к моменту написания), но содержит ценнейшие сведения о его духовном пути и развитии философских и религиозных взглядов.

## Содержание
Заглавие подчёркивает христианскую основу произведения. Обращаясь к Господу (Domine), Августин исповедует грехи (peccati) своей прежней жизни. Он описывает свой переход из бессловесного младенчества (infantia) в детство (pueritia). Августин признается в своем непослушании родителям и учителям (I:X). Однажды у него сильно заболел живот и благочестивая мать его едва не крестила, но он выздоровел (I:XI). После детства наступила юность (adulescentia). Августин признается в своей нелюбви к греческому языку и греческой литературе, которые он изучал в школе (I:XII-XIV). Далее он рассказывает о краже груши в шестнадцатилетнем возрасте (II:IV). 
Затем Августин перебирается из родного Тагаста в Карфаген для изучения риторики и пленяется там театральными зрелищами (spectacula theatrica — III:II). Потом он становится учителем риторики и переживает многолетнее увлечение манихейством (V:III). Августин признается в сожительстве с одной женщиной, которой он, впрочем, хранил верность (IV:II). От Августина у неё рождается сын Адеодат (IX:VI).
Из Карфагена он перебирается в Рим (V:VIII) и там начинает преподавать риторику (V:XII). Далее Августин описывает свое обращение в христианство под влиянием Амвросия Медиоланского (V:XIII), который владел техникой аллегорического толкования Библии: «Буква убивает, дух животворит» (littera occidit, spiritus autem vivificat). Затем Августин читает платонические книги в латинском переводе Викторина (VIII:II). От христиан Августин узнает о св. Антонии Великом и ещё более проникается интересом к церкви (VIII:VI). И вот он записывается на Крещение (IX:VI). Августин сообщает о смерти своей матери Моники, которая прожила 56 лет. Ему же тогда было 33 года (IX:XI).
Помимо собственно автобиографического, «Исповедь» имеет и важное богословское и философское значение. Августин перечисляет имена Бога (I:IV): Всемогущий (Оmnipotentissime), Милосердный (Мisericordissime), Справедливый (Iustissime), Прекрасный (Pulcherrime), Сильный (Fortissime), а также Создатель (Creator — XIII:XXII). Размышляя о добре и зле (malum), он склоняется к платонизму, замечая, что зло это умаление добра (III:VII). Одиннадцатая книга (Liber XI) почти целиком посвящена времени (tempus), которое противостоит вечности (aeternitas) и разделяется на прошлое (praeteritum), настоящее (praesens) и будущее (futurum).
В двенадцатой и тринадцатой книгах Августин интерпретирует библейскую Книгу Бытия и утверждает, что Бог создал мир (mundum) из «бесформенной материи» (materia informi), которая была сотворена из ничего (nulla). Бесформенной материей Писание называет землю (terram), а небом (caelum) — духовный мир (aliqua intellectualis). Первый день творения (сотворение света) Августин трактует как создание духовных существ (creatura spiritali — XIII:III). Привычное небо (твердь: firmamentum), хотя и без звезд, было сотворено лишь на второй день (XII:VIII). Троичность Бога Августин интерпретирует посредством единства бытия (essentia), знания (scientia) и воли (voluntas) (XIII:XVI).

## Переводы на русский язык
- 1787 — перевод иеромонаха Агапита (Скворцова). Первый печатный перевод «Исповеди» на русский язык.
- 1880 — перевод Давида Подгурского (Киевская духовная академия). Перевод был выполнен наряду с прочими сочинениями Августина, вошедшими в издаваемую академией «Библиотеку творений святых отцов и учителей Церкви западных».
- Перевод Марии Сергеенко. Перевод впервые был опубликован в «Богословских трудах» в 1978 году. Считается классическим современным переводом.
- 2008 — перевод Леонида Харитонова.